# Byttneria dentata
Byttneria dentata là một loài thực vật có hoa trong họ Cẩm quỳ. Loài này được Pohl mô tả khoa học đầu tiên năm 1830.